# Nis Rømer
Nis Rømer (født 17. juli 1972 i Viborg) er dansk kunstner.
Rømer arbejder med kritisk kunst i offentlige rum.
Han arbejder i en række ad-hoc grupperinger, i et bredt netværk og globalt.
Desuden har Nis Rømer været engageret i UKK, omkring arrangeringen af udstillingen "Mo-nu-ment".
Nis Rømer er ansat på Kunsthøjskolen i Holbæk hvor han underviser i arkitektur og visuel kultur.
I 2014 blev Nis Rømer valgt ind i bestyrelsen i Billedkunstnernes Forbund (BKF). På generalforsamlingen 2015 valgtes han til formand for forbundet. Og blev genvalgt I 2017 og 2019.
Nis Rømer har siden 2016 siddet i bestyrelsen for Dansk Kunstnerråd. I 2022 blev han valgt som ny forperson for kunstnerrådet.